# Cherev le-Et
Koordinaten: 32° 24′ N, 34° 55′ O
Cherev le-Et (hebräisch חֶרֶב לְאֵת ‚Schwerter zu Pflugscharen‘) ist ein im Jahre 1947 gegründeter Moschav im Regionalverband Emeq Chefer im Zentralbezirk von Israel. 2017 lebten 828 Personen dort. Der Name stammt aus Jes 2,2–4  und heißt „Schwerter zu Pflugscharen“.